# LVG C.II
L'LVG C.II fu un aereo da ricognizione biposto, monomotore e biplano, sviluppato dall'azienda tedesco imperiale Luftverkehrsgesellschaft GmbH (LVG) negli anni dieci del XX secolo e prodotto, oltre che dalla stessa, dalla AGO Flugzeugwerke e dalla Gustav Otto Flugmaschinenwerke.
Sviluppato nel 1915 adottava la soluzione dello scambio dei due posti dell'equipaggio, con l'osservatore che, passato in quello posteriore, poteva essere equipaggiato con una mitragliatrice montata su supporto ad anello. Realizzato in circa 300 esemplari, entrò in servizio nei reparti aerei del Deutsches Heer, l'esercito imperiale tedesco, già nelle prime fasi della prima guerra mondiale.

## Storia del progetto
Durante le prime fasi della prima guerra mondiale, il rapido sviluppo dell'industria aeronautica rese necessario un costante adeguamento della flotta aerea delle varie nazioni impegnate nel conflitto. L'Idflieg, organo deputato alla gestione dell'aeronautica militare dell'Impero tedesco, emise a tal proposito una serie di specifiche atte ad ottenere velivoli dalle sempre migliori prestazioni, adeguate alle nuove esigenze belliche, da destinare alle Feldflieger Abteilung (FFA), i primi reparti aerei Deutsches Heer.
Nel 1915 l'Idflieg emise una specifica per la fornitura di una nuova tipologia di velivolo da ricognizione biposto basata sui B-Typ ma che adottava un armamento difensivo. I nuovi velivoli, che assunsero la designazione di C-Typ, dovevano essere caratterizzati dallo spostamento del posto di pilotaggio all'abitacolo anteriore lasciando quindi la possibilità all'osservatore di essere dotato di una mitragliatrice, differentemente dai precedenti ricognitori dove era posizionato davanti al pilota. Questo permetteva all'equipaggio di avere capacità difensiva nei confronti della caccia nemica che si stava velocemente sviluppando.
Al fine di soddisfare tale esigenza la Luftverkehrsgesellschaft affidò lo sviluppo al suo ingegnere capo, lo svizzero Franz Schneider, alla guida dell'ufficio tecnico dell'azienda di Johannisthal dal 1911. Schneider inizialmente ritenne di modificare una cellula dell'LVG B.I, ricognitore non armato (B-Typ) ad elica trattiva da lui precedentemente progettato, rinforzandola e abbinandola a una motorizzazione, pur mantenendone la stessa architettura 6 cilindri in linea raffreddato a liquido, dalla maggiore potenza, il Benz Bz.III da 150 PS (110 kW), nonché dotandola di armamento difensivo, una mitragliatrice montata su supporto brandeggiabile ad anello nell'abitacolo posteriore, sfruttando l'esperienza acquisita sull'LVG E.I di derivazione Nieuport: in quella configurazione, come previsto dal sistema di designazione Idflieg, il modello venne ufficialmente indicato LVG C.I e, ritenuto idoneo e ottenuta l'autorizzazione alla produzione in piccola serie, fu il primo dei C-Type a entrare in servizio operativo.
Il C.I costituì una sorta di preserie del successivo C.II, elaborato da Schneider nel corso del 1915 dal disegno sostanzialmente simile ma interessato da un ulteriore irrobustimento alla cellula ed equipaggiato con il più potente Mercedes D.III da 160 PS (118 kW). Il prototipo, terminato prima della fine dell'anno, venne anch'esso valutato positivamente dalla commissione esaminatrice dell'Idflieg e avviato alla produzione in serie.
Il nuovo modello appariva sostanzialmente identico all'LVG B.II se non per alcune differenze legate alla nuova motorizzazione, nella ricopertura metallica sul naso, modellata sulle diverse forme e ingombri del Mercedes D.III, nell'impianto di raffreddamento, basato su un unico radiatore posto centralmente nello spessore del piano alare superiore a differenza dei due posti a lato della fusoliera del B.II, e nell'impianto di scarico, con il collettore, comune a tutti i cilindri, del tipo a corno di rinoceronte che indirizzava i gas di scarico sull'estradosso dell'ala superiore.

## Tecnica
L'LVG C.II conservava l'aspetto generale, per l'epoca convenzionale, dei simili modelli prodotti nello stesso periodo dalle altre aziende: biplano, monomotore biposto con carrello fisso.
La fusoliera, realizzata con struttura ricoperta di tela verniciata, era caratterizzata da due abitacoli aperti in tandem, l'anteriore destinato al pilota ed il posteriore all'osservatore con mansioni anche di mitragliere. Posteriormente terminava in un impennaggio classico monoderiva caratterizzato da una pinna dorsale triangolare raccordata al timone e piani orizzontali controventati da una coppia di montanti obliqui per lato.
La configurazione alare era biplana con ala superiore dall'apertura leggermente superiore dell'inferiore, collegate tra loro da una doppia coppia di montanti per lato ed integrati da tiranti in cavetto in acciaio. Sulla parte centrale dell'ala superiore era collocato il serbatoio di combustibile che alimentava il motore a caduta.
Il carrello d'atterraggio era fisso, molto semplice, montato su una struttura tubolare al di sotto della fusoliera, dotato di ruote di grande diametro collegate da un asse rigido ed integrato posteriormente con un pattino d'appoggio.
La propulsione era affidata ad un motore Mercedes D.III, un 6 cilindri in linea raffreddato a liquido capace di erogare una potenza pari a 160 PS (118 kW), posizionato all'apice anteriore della fusoliera, racchiuso da un cofano metallico ed abbinato ad un'elica bipala in legno a passo fisso.
L'armamento era inizialmente costituito da una singola mitragliatrice Parabellum MG 14 calibro 7,92 mm montata su supporto brandeggiabile ad anello sull'abitacolo posteriore, integrata successivamente anche da una LMG 08/15 calibro 7,92 mm montata in caccia e a disposizione del pilota.

## Impiego operativo
L'LVG C.II iniziò a essere inviato alle Feldflieger Abteilung (FFA), le prime piccole unità aeree con funzioni generiche del Deutsches Heer, nel tardo 1915, impiegato come aereo da ricognizione in cooperazione con l'esercito, e nelle Kampfgeschwader, dove operò come bombardiere tattico leggero. In quest'ultimo ruolo, grazie alla sua autonomia, fu uno dei primi velivoli più pesanti dell'aria a raggiungere Londra, impresa riuscita all'equipaggio costituito dal tenente pilota (Leutnant) Walther Ilges e dall'ufficiale di coperta (Deck Offizier) Paul Brandt. Grazie alle perfette condizioni climatiche, i due decisero di effettuare una missione di bombardamento sulla capitale (città) capitale britannica partendo la mattina del 28 novembre 1916 da Mariakerke, località affacciata al Mare del Nord nei pressi di Ostenda, Belgio, con un carico di bombe leggere da 10 kg con l'obbiettivo di colpire l'Admiralty House, sede dell'Ammiragliato britannico. Raggiunto il centro di Londra sganciarono ventidue ordigni su Knightsbridge, tra Brompton Road e la stazione di London Victoria, sei dei quali caduti nei pressi di quest'ultima, prima di riprendere il viaggio di ritorno. Appena superata però la costa francese un malfunzionamento al motore costrinse l'equipaggio a un atterraggio di fortuna nelle vicinanze di Boulogne-sur-Mer venendo catturati dalle forze alleate.
Il primo bombardamento effettuato sulla capitale britannica fu ad opera di un "più leggero dell'aria", il dirigibile Zeppelin LZ 38, nelle prime ore del 1º giugno 1915.
Nella primavera del 1916 erano circa 260, tra C.I e C.II, gli esemplari operativi, che formavano la spina dorsale dei reparti della Luftstreitkräfte impegnati sul fronte occidentale.

## Utilizzatori
Germania
- Luftstreitkräfte

### Annotazioni
1. ↑  Le fonti consultate citano genericamente Boulogne, tuttavia la località più vicina alla costa francese è Boulogne-sur-Mer.
2. ↑  Le fonti consultate creano un po' di confusione circa la data, citando un diverso giorno, il 29 novembre, e l'anno, il 1915, citato nella voce en.wiki da Donald 1997, e addirittura il modello, citando l'LVG C.IV, tuttavia ho ritenuto di utilizzare quelle apparentemente più concordi tra loro e dando priorità a quella più dettagliata, Hyde 2012, e al quale ho avuto accesso diretto.

### Fonti
1. 1 2 3  Gray e Thetford 1970, p. 175.
2. 1 2 3  Gray e Thetford 1970, p. 173.
3. ↑  Gray e Thetford 1970, p. 174.
4. ↑  Military Factory 2016, LVG C.II Reconnaissance Fighter / Light Bomber.
5. ↑  Cole e Cheesman 1984, pp. 184-185.
6. ↑  Hyde 2012, p. 36.
7. ↑  Killen 2013, p. 19.

### In lingua inglese
- (EN) Christopher Cole, E. F. Cheesman, The Air Defence of Great Britain 1914–1918, London, Putnam, 1984, ISBN 0-370-30538-8.
- (EN) David Donald (ed.), The Encyclopedia of World Aircraft, Leicester, UK, Blitz Editions, 1997, ISBN 1-85605-375-X.
- (EN) Peter Gray, Owen Thetford, German Aircraft of the First World War, 2nd Edition, London, Putnam, 1970, ISBN 0-370-00103-6.
- (EN) Peter M. Grosz, Windsock Datafile 17: LVG C.VI, Berkhampstead, Albatross Productions, 1998, ISBN 1-902207-04-1.
- (EN) Andrew P. Hyde, The First Blitz, Reprinted Edition, Barnsley, S. Yorkshire, Pen & Sword Military, 2012  [2002], ISBN 0-85052-812-7.
- (EN) John Killen, The Luftwaffe: A History, 6th Reprinted Edition, Barnsley, S. Yorkshire, Pen & Sword Military, 2013  [1967], ISBN 0-85052-925-5.
- (EN) G. van Wyngarden, Early German Aces of World War I, Osprey Publishing Ltd., 2006, ISBN 1-84176-997-5.

### In lingua tedesca
- (DE) Enzo Angelucci, Paolo Matricardi, Flugzeuge von den Anfängen bis zum Ersten Weltkrieg, Wiesbaden, 1976, ISBN 3-8068-0391-9.
- (DE) Karlheinz Kens, Hanns Müller, Die Flugzeuge des Ersten Weltkriegs 1914-1918, München, 1973, ISBN 3-453-00404-3.
- (DE) Günter Kroschel, Helmut Stützer, Die deutschen Militärflugzeuge 1910-18, Wilhelmshaven, Lohse-Eissing Mittler, 1977, ISBN 3-920602-18-8.
- (DE) Kenneth Munson, Bomber 1914 - 1919, Zürich, Orell Füssli Verlag, 1968.
- (DE) Heinz J. Nowarra, Die Entwicklung der Flugzeuge 1914–18, München, Lehmanns, 1959, ISBN non esistente.
- (DE) Karl Pawlas, Deutsche Flugzeuge 1914–1918, Nürnberg, 1976,  pp. 63-65, ISBN 3-88088-209-6.